# Xã North Harrison, Quận Boone, Arkansas
Xã North Harrison (tiếng Anh: North Harrison Township) là một xã thuộc quận Boone, tiểu bang Arkansas, Hoa Kỳ. Năm 2010, dân số của xã này là 8.057 người.